# Стилинодоны
Стилинодоны (лат. Stylinodon) — род вымерших млекопитающих из семейства Stylinodontidae подотряда тениодонтов (Taeniodonta), живших во времена эоцена (55,8—40,4 млн лет назад) на территории современных США. Найденные костные останки весьма немногочисленны, возможно, из-за царившего в ту эпоху сухого климата.
Судя по черепу, имел тупую и очень короткую морду. Размер взрослого животного мог быть различным, в зависимости от вида — от свиньи до леопарда, а масса тела составляла до 80 кг. Клыки постепенно эволюционировали в огромные, напоминающие резцы зубы без корней. Моляры были покрыты эмалью и продолжали расти на протяжении жизни. Вероятнее всего, питался грубыми корнями и корнеплодами.
Учёные описали несколько видов этого животного, но в настоящее время они все сведены в синонимы типового вида:
- Stylinodon mirus Marsh, 1874typus [syn. Calamodon cylindrifer Cope, 1881, Stylinodon cylindrifer Cope, 1881, Stylinodon inexplicatus Schoch & Lucas, 1981]